# Рудня (місто)
Рудня (рос. Рудня) — місто (з 1926), адміністративний центр Руднянського району, Смоленська область, Росія.
Населення 9 954 осіб (на 1 січня 2012 року).

## Географія
Місто розташоване неподалік від кордону з Білоруссю, на Вітебській височині на річці Мала Березина, за 68 км від Смоленська.

## Історія
Перші згадки про Рудню датуються приблизно 1363 роком. Тоді назва поселення згадується як Родня (відносний прикметник від слова рід (рос. род)), що означало «родючий, урожайний» (для порівняння: пол. rodny з ідентичним значенням). Сучасна назва Рудня виникла пізніше під впливом топоніма Рудня: річки Рудня з водами «іржавого» (червоно-коричневого) кольору та названих по ній селищ.
Поштовх у розвитку Рудня отримала в другій половині XIX століття, коли через населений пункт послідовно були побудовані шосе Вітебськ — Смоленськ (1856) та залізниця Рига — Орел (1868), пізніше продовжена до Царицина (сучасний Волгоград).
14 липня 1941 місто було окуповане німецько-фашистськими військами і того ж дня стало місцем першого бойового застосування «Катюш», коли батарея реактивних гвардійських мінометів Івана Флерова прямою наводкою накрила скупчення німців на Базарній площі міста. На честь цієї події в місті стоїть монумент — «Катюша» на п'єдесталі.
29 вересня 1943 року військами Калінінського Фронту під час Духовщинсько-Демидівської операції місто було звільнено силами 39-ї і 43-ї армій.

## Економіка
Сьогодні місто Рудня є економічним центром тваринницького району. У місті та його околицях розташовуються підприємства з переробки сільськогосподарської сировини, такі як льонозавод, комбінат із виробництва молочних консервів і сухих овочів та інші.

### Підприємства
Найбільш значущими в економіці міста та околиць є:
- ВАТ «Росевроглас» — підприємство скляної та порцелянової промисловості (хіміко-лабораторний посуд, термометри, вирощування напівкоштовних каменів, скляні пляшки та банки);
- ЗАТ «Рудняконсервмолоко» — підприємство молочної промисловості (виробництво молока та молочних продуктів) — офіційний спонсор аматорського ФК «Рудня»;
- ТОВ «Руднянський хлібокомбінат» — підприємство хлібопекарської промисловості (виробництво хлібобулочних та кондитерських виробів)

Торгові центри:
- Слов'яночка

## Культура

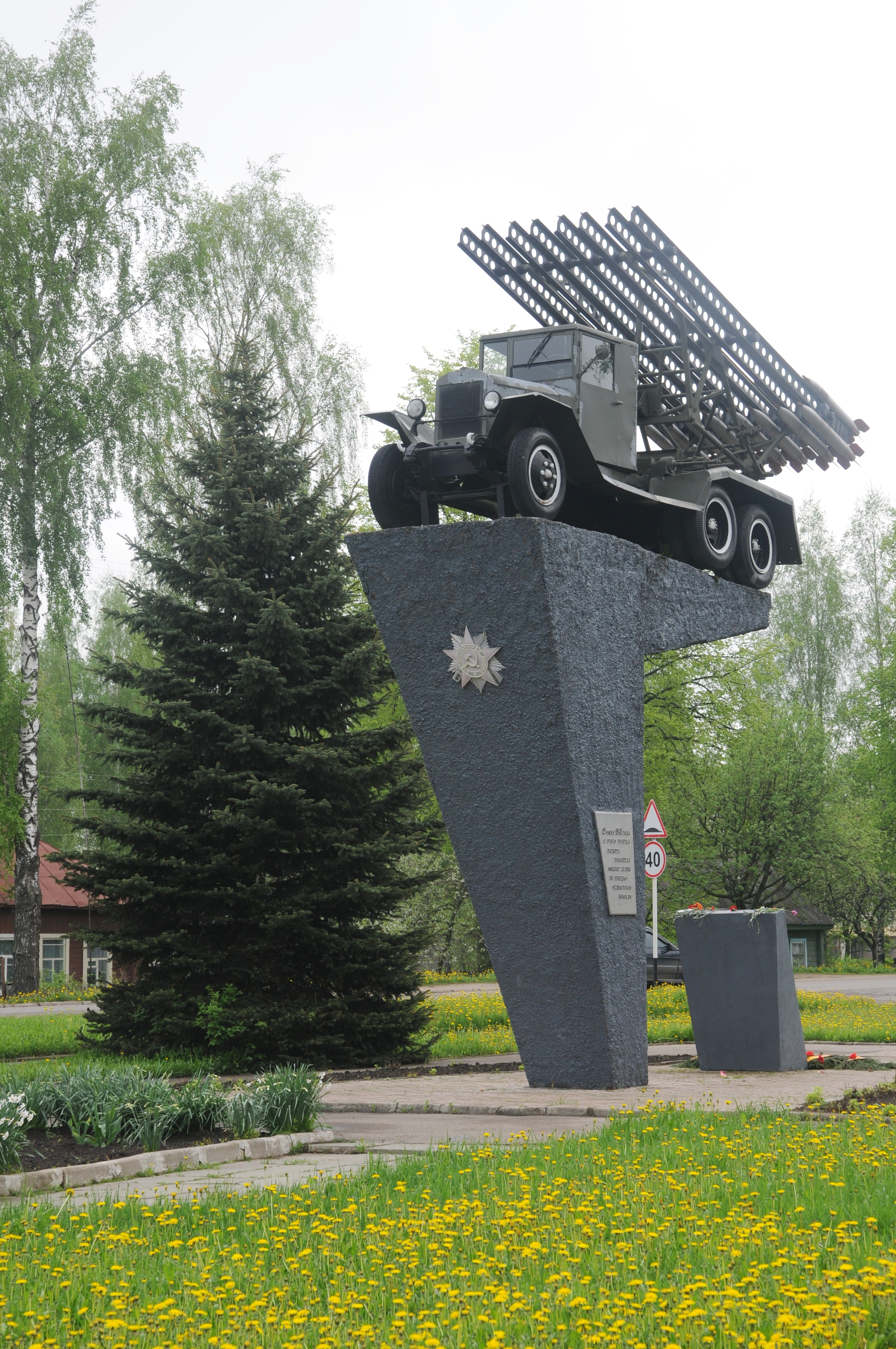
Монумент «Катюша», присвячений батареї Івана Флерова

- Меморіальний музей Михайла Єгорова;
- Руднянський історичний музей;
- Монумент «Катюша» — гвардійський міномет встановлено на залізобетонному постаменті в пам'ять про бойові дії липня 1941 року під Руднею та Оршею, коли вперше була застосована ця зброя;
- Пам'ятник «Скорботна мати» біля братської могили трьох тисяч радянських громадян, розстріляних нацистами.